# Viktor Angelov
Viktor Angelov (cirill betűkkel: Виктор Ангелов; Dortmund, 1994. március 27. –) macedón labdarúgócsatár, 2016 és 2018 között az Újpest FC játékosa.

## Mérkőzései a macedón válogatottban
| #  | Dátum              | Ellenfél | Eredmény | Kiírás     | Esemény |
| -- | ------------------ | -------- | -------- | ---------- | ------- |
| 1. | 2015. november 17. | Libanon  | 0 – 1    | barátságos | 77'     |